# 石桥乡 (宁陵县)
石桥乡是中国河南省商丘市宁陵县下辖的一个乡。

## 行政区划
石桥乡下辖：王行村、何庄村、焦古村、孙迁村、周楼村、祁庄村、乔老村、郭花庄村、万集村、刘花桥村、石桥村、郭岔楼村、韩庄村、刘楼村、前赵村、关庄村、万庄村、赵庄村、黄兰芝村、任庄村、金厢村、董庄村、于庄村。